# Hansahaus (Dresden)
Hansahaus (Dresden) war ein  Hauptgebäude des Flughafens Dresden an der Flughafenstraße, heute Wilhelmine-Reichard-Ring

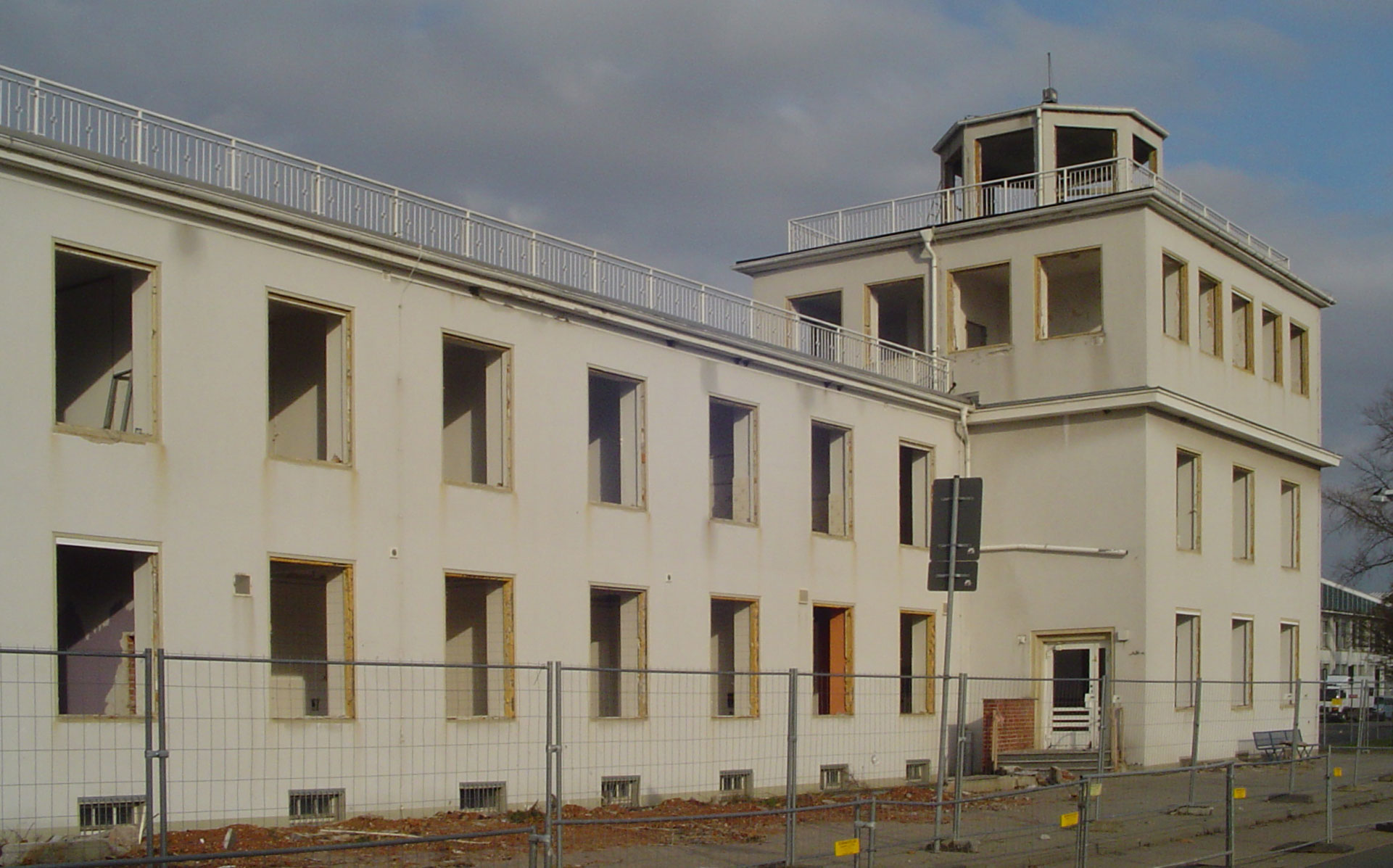
Abriss des Hansahauses

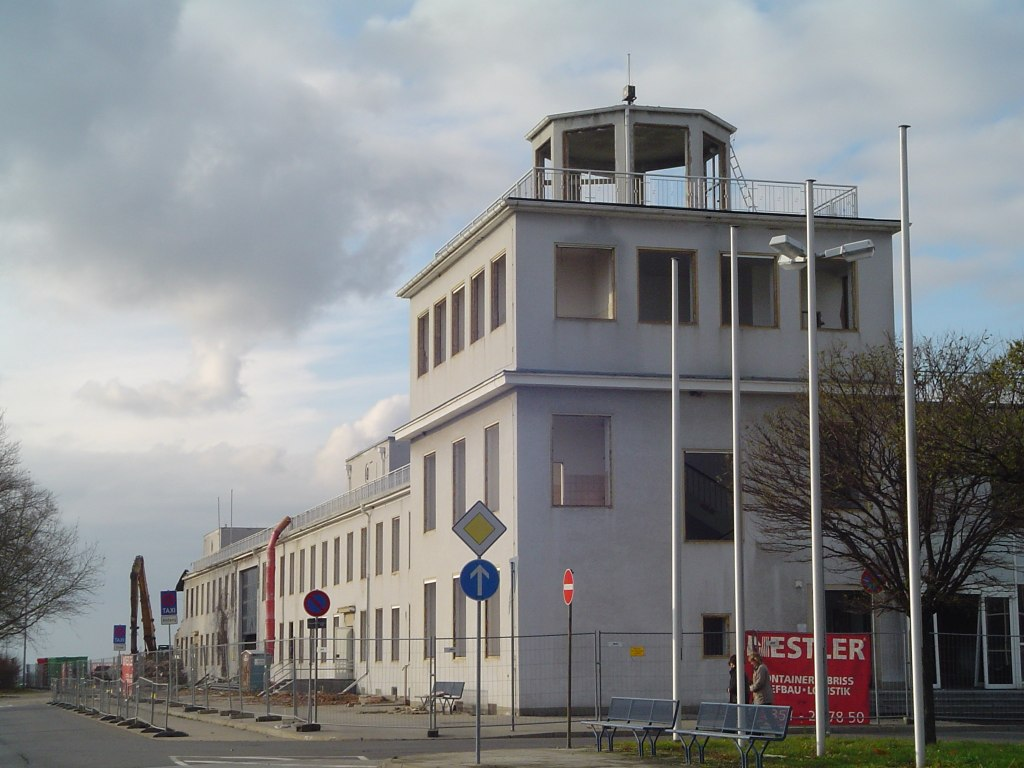
Abriss des Hansahauses

## Beschreibung
Im Juli 1935 startete das erste Flugzeug von Flughafen Dresden-Klotzsche. Das riesige Verwaltungs- und Empfangsgebäude mit weißen Fassaden war ein unterkellertes, zweigeschossiges, langgestrecktes Bauwerk mit einem Flachdach. Auf der rechten Seite, von der Stadt kommend, an der nordöstlichen Seite, befand sich ein weiteres Geschoss mit einer turmartigen Erhöhung, einem achteckigen Turmaufsatz für den Funk- und Wetterdienst und zu Kontroll- und Navigationszwecken. Im Erdgeschoss befanden sich die Empfangshalle, die Diensträume der Flughafenpolizei, der Post, des Zollamtes und die Funkstelle.
Das Gebäude hatte einen seitlich angeordneten Haupteingang, nicht mittig und pompös wie in der NS-Architektur üblich. Beim schlicht gehaltenen Bauwerk verzichtete man auf Verschnörkelungen und weitere neudeutsche Merkmale.
Das 104 Meter lange Gebäude verfügte über 96 Büro- und Diensträume, eine Gaststätte im Foyer und ein Flughafenrestaurant für 124 Gäste mit Dachterrasse für 750 Gäste neben der Abfertigungshalle, dazu Hotelzimmer sowie eine Kegelbahn. Weiterhin waren Ruheräume, ein Betriebsrestaurant und weitere technisch genutzte Räumlichkeiten vorhanden.

## Geschichte
Am 11. März 1934 beschloss das Reichsluftfahrtministerium, den Dresdner Flugplatz auf dem Heller zu schließen und einen neuen auf die Rähnitzer Höhe bei Klotzsche zu errichten. Dazu wurde eine 85 Hektar große Fläche freigeräumt, sechs Ödlandbauernhöfe und ein Wasserhochbehälter wurden entfernt. Bereits im Juni 1934 erfolgte der Baubeginn. Der Berliner Architekt Kurt Otto, Schüler bei Heinrich Tessenow, fertigte die Pläne für das Hauptgebäude des Flughafens: das Hansahaus. Für den Bau des Flughafens wurde eine Sächsische Flughafen-Betriebs-Gesellschaft gegründet. Unter deren Leitung entstanden Start- und Landebahn (ein 1460 Meter × 1025 Meter großes Rollfeld), sechs Flugzeughallen, eine Werfthalle (zum Warten, Reparieren und Betanken der Flugzeuge), das Hansahaus als Empfangs- und Verwaltungsgebäude, eine Befehlsstelle, ein Gleisanschluss an die Bahnstrecke Dresden–Görlitz vom Bahnhof Dresden-Klotzsche und weitere technischen Anlagen. Die Eröffnung des Flughafens fand am 11. Juli 1935 statt. Der nun beginnende zivile Luftverkehr bediente die Linien Berlin über Dresden nach Wien und Prag, beflogen von der Deutschen Lufthansa sowie österreichischen und tschechoslowakischen Luftfahrtgesellschaften. Weitere Fluglinien bestanden in der Anfangszeit nach Hamburg, Köln, Halle-Leipzig, Nürnberg, Breslau und Hannover sowie weitere deutsche Städte.
Zusammen mit dem Flughafen entstand angrenzend die Luftkriegsschule Dresden. In dem weitläufigen Areal mit circa 60 neuen Gebäuden und weiteren Flugzeughallen wurden bereits ab 1936 Offiziere ausgebildet. Ab dem 1. April 1937 übernahm die Luftwaffe den gesamten Verwaltungsbetrieb. Die zivile Luftfahrt wurde kriegsbedingt 1940 eingestellt. Der Flughafen Dresden-Klotzsche wurde zum Fliegerhorst. Dresden wurde somit zu einer Leitzentrale des militärischen Luftkrieges. Zum Ende des Zweiten Weltkrieges wurde Klotzsche am 9. Mai gegen die Mittagszeit von den sowjetischen Luftstreitkräften bombardiert. Der Flughafen wurde nicht getroffen und beschädigt. Sowjetische Truppenverbände besetzten die intakten Flughafenanlagen und die Luftkriegsschule. In der Folgezeit nutzten die sowjetischen Fliegereinheiten den Flughafen für Ausbildungszwecke.
In den 1950er Jahren begannen die Planungen der DDR zum Aufbau einer eigenen Flugzeugproduktion und 1955 konnte der Flughafen von den deutschen Behörden übernommen werden, wobei das Hansahaus weiter als Verwaltungsgebäude fungierte. Es wurde eine neue Lande- und Startbahn mit 2500 Meter Länge und 80 Meter Breite angelegt. Weiterhin wurden zwei große Montagehallen und mehrere Gebäude und technische Anlagen errichtet. Mit der Fertigstellung begann die Produktion von Iljuschin-Il-14-Passagierflugzeugen. Im Jahr 1959 begann die Wiederaufnahme des zivilen Luftverkehrs am 22. Mai, als eine Chartermaschine der ungarischen Fluggesellschaft Malév in Dresden-Klotzsche landete. Ein weiterer Versuch, eigene Flugzeuge zu bauen, scheiterte mit dem Absturz eines der Prototypen des Typs 152 bei Ottendorf-Okrilla. Im Jahr 1962 übernahm die Nationale Volksarmee den Flughafen und das Hansahaus; aus dem Flugzeugwerk wurde die Flugzeugwerft. Neben der militärischen Instandsetzung übernahm anfangs die Deutsche Lufthansa (DDR), nachfolgend die Interflug den Flugverkehr und die Nutzung des Hansahauses.
1955 konnte der Flughafen von den deutschen Behörden übernommen werden. Es wurde eine neue Lande- und Startbahn angelegt. Im Jahr 1959 begann die Wiederaufnahme des zivilen Luftverkehrs am 22. Mai, als eine Chartermaschine der ungarischen Fluggesellschaft Malév in Dresden-Klotzsche landete. Anfangs übernahm die Deutsche Lufthansa (DDR) (nachfolgend die Interflug) den Flugverkehr und die Nutzung des Hansahauses. Durch den nun einsetzende Luftverkehr gelangte das Hansahaus in den 1970er Jahren an seine Kapazitätsgrenze. Im Jahr 1974 erfolgte ein umfangreicher Umbau des Hansahauses unter Leitung der Architekten Günter Fischer und Peter Schmutzler, die Innengestaltung übernahm Klaus-Helmut Kaufmann. Die Erweiterungen erfolgten in einer monolithischen Stahlbeton- und Stahlbauweise. In den 1980er Jahren erfolgte eine Schließung wegen Stillstand der Bauarbeiten, so dass der Flugverkehr erst am 31. Oktober 1989 wieder aufgenommen werden konnte.
Zu Beginn der 1990er Jahre stiegen die Passagierzahlen rasch an, so dass das Hansahaus wiederum seine Kapazitätsgrenze erreichte. In Folge entstand neben dem Hansahaus, Terminal 1, ein neues Terminal, Terminal 2. Dies reichte aber nur kurze Zeit, so dass im Jahr 1995 ein weiterer Erweiterungsbau notwendig wurde. Am 8. September 1998 begann der größte Umbau des Flughafens. In der Montagehalle 219, bei ihrer Errichtung die weltweit größte pfeilerlose Industriehalle, wurde zu einem Flughafen Dresden Terminal umgebaut. Mit einer Länge von 170 Metern und einer Breite von 150 Meter sowie einer Höhe von 25 Meter ist es ein gigantisches Terminal geworden.
Bemerkenswert ist die Tatsache, dass das Hansahaus im Jahr 1995 noch auf der Denkmalliste stand, im Jahr 2004 aber nicht mehr aufgeführt wird. Die Flughafen Dresden GmbH beschloss, das Hansahaus für eine überdachte Abstellfläche für Kleinflugzeuge abzureißen. Am 20. Oktober 2010 begannen die Abrissarbeiten und waren im Frühjahr 2011 abgeschlossen. Trotz vieler Einwände, das Hansahaus zu erhalten, verschwand ein bemerkenswertes architektonisch und geschichtlich bedeutendes, 75 Jahre altes Gebäude.